# Umlaufův statek
Umlaufův statek je historická usedlost  v Dolním Adršpachu v okrese Náchod. Jedná se o unikátní hrázděnou stavbu z druhé poloviny 17. století, jedinou tohoto typu, která se dochovala v oblasti východních Čech. Historický statek je zapsán v Ústředním seznamu nemovitých kulturních památek České republiky.

## Historie
Podle údajů v památkovém katalogu Národního památkového ústavu stavba pochází z roku 1676, avšak podle data a nápisu na štítu dům byl zbudován již v roce 1670. Nápis v němčině zní: Erbaut dises Haus / Wenn Gott es will / da muss ich raus. Anno Domini 1670 (v překladu "Postavil jsem tento dům, když Bůh bude chtít, pak musím odejít. Léta Páně 1670").
Po dobu zhruba dvou století usedlost sloužila jako adršpašská rychta, v prvním poschodí budovy sídlil rychtář a konala se zde zasedání obecní rady. V 19. století byl statek částečně rekonstruován. Na Broumovsku  byly v té době původní dřevěné či hrázděné statky německých usedlíků nahrazeny kamennými budovami a vznikly tak typické klasicistní statky broumovského typu. Na rozdíl od ostatních usedlostí však Umlaufův statek zůstal zachován v původní podobě ze 17. století, pouze bylo v přízemí vyměněno roubení. V 60. letech 20. století statek málem podlehl zkáze. Podle původního evidenčního listu nemovité kulturní památky, založeného 1. prosince 1961 a doplněného v roce 1973, byl dům prázdný a zchátralý. Představitelé místního národního výboru již dospěli k rozhodnutí, že starou stavbu nechají zbourat, aby – jak se uvádí v obecní kronice – alespoň "zachránili cenný eternit". Na základě smlouvy ze dne 12. listopadu 1969 však chátrající budovu převzalo do vlastnictví Krajské středisko státní památkové péče a ochrany přírody Východočeského kraje v Pardubicích a statek byl postupně zachráněn. Po změně vlastníků a dalších opravách byla historická usedlost přebudována na penzion.

## Popis stavby
Objekt je v úřední dokumentaci charakterizován jako "vysoký hrázděný dům, patrový, s vysokým štítem a pavlačí na boku". Stavba je kombinací různých stavebních technik. Zatímco první patro je hrázděné, přízemí, vybudované na kamenné podezdívce, je roubené. Bedněná pavlač podél průčelní okapové stěny je opatřená profilovými sloupky a podepřená podstávkou. Střecha je sedlová. Dřevěné štíty jsou zkoseny valbičkami a svisle členěny lištami. Okna jsou rozčleněna do šesti tabulek, v přízemí jsou orámovaná a doplněná  trojúhelníkovými nadokenními štíty a opatřená okenicemi. Všechny místnosti jsou upraveny jako obytné. Dům stojí volně uprostřed vesnické zástavby.